# Bradypodion melanocephalum
Bradypodion melanocephalum este o specie de cameleoni din genul Bradypodion, familia Chamaeleonidae, descrisă de Gray 1865. Conform Catalogue of Life specia Bradypodion melanocephalum nu are subspecii cunoscute.